# 川島克哉
川島 克哉（かわしま かつや、1963年3月30日 - ）は、日本の実業家。株式会社SBI新生銀行代表取締役社長。

## 人物・経歴
島根県出身。1985年山口大学経済学部卒業、野村證券入社。1995年ソフトバンク入社。1998年イー・トレード取締役。1999年ソフトバンク・フロンティア証券代表取締役社長。2000年ソフトバンク・ファイナンス代表取締役社長。2001年モーニングスター代表取締役社長、ソフトバンク・ファイナンス代表取締役COO。2004年イー・トレード証券専務取締役。2005年イー・トレード証券取締役執行役員副社長。
2006年、SBI住信ネットバンク設立準備調査会社代表取締役副社長。2007年住信SBIネット銀行代表取締役副社長COO。2010年から住信SBIネット銀行代表取締役社長を務めた。2014年SBIマネープラザ代表取締役社長、SBIホールディングス代表取締役副社長。2015年からSBIインベストメント代表取締役社長を務め、ハウス食品グループ本社と共同でコーポレートベンチャーキャピタルを設立するなどした。
2022年2月8日新生銀行（後のSBI新生銀行）社長。